# جون خايرو لوزانو
جون خايرو لوزانو (بالإسبانية: John Lozano)‏ (31 يوليو 1984 في كولومبيا - ) هو لاعب كرة قدم كولومبي في مركز الدفاع. لعب مع أتليتيكو هويلا وأمريكا دي كالي وديبورتيفو كالي ونيو إنجلاند ريفولوشن وديبورتيفو بيريرا وكوكوتا ديبورتيفو ‏.

## وصلات خارجية
- جون خايرو لوزانو على موقع الدوري الأمريكي (الإنجليزية)
- جون خايرو لوزانو على موقع إي إس بي إن إف سي (الإنجليزية)
- جون خايرو لوزانو على موقع قاعدة بيانات كرة القدم.إي يو (الإنجليزية)
- جون خايرو لوزانو على موقع Soccerway.com (الإنجليزية)
- جون خايرو لوزانو على موقع عالم كرة القدم.نت (الإنجليزية)
- جون خايرو لوزانو على موقع AS.com (الإسبانية)